# سرعة ضوء متغيرة
سرعة ضوء متغيرة، variable speed of light (VSL)، فرضية غير مثبتة تزعم أن سرعة الضوء في الفراغ، التي يرمز لها غالباً c، قد لا تكون ثابتة في بعض الحالات. في غالبية حالات فيزياء المواد المكثفة عندما ينتقل الضوء خلال وسط، فإن سرعته تقل بفعالية. يمكن للفوتونات الافتراضية في بعض الحسابات في نظرية الحقل الكمي أن تنتقل بسرعات مختلفة لمسافات قصيرة، ومع ذلك، هذا لا يقتضي أن أي شيء يمكن أن يسافر أسرع من الضوء. بينما يعتقد ألا معنى يمكن عزوه إلى كمية بعدية مثل سرعة الضوء المتغيرة زمنياً (بالمقارنة بعدد لا بعدي مثل ثابت البنية الدقيقة)، في بعض الفرضيات الكونية غير المثبتة و المثيرة للجدل، وينبغي بهذا تغير سرعة الضوء بالنسبة لمعطيات نظرية النسبية الخاصة. وهذا يعني إعادة كتابة الكثير من الفيزياء الحديثة والمثبتة، لإبدال النظام الحالي والذي يعتمد على ان اعلى سرعة ممكنة في الكون وهي الثابت c. أو سرعة انتقال السببية.

## تغيرcفي الفيزياء الكلاسيكية
يعتقد بأن الفوتون والذي يعد جسيماً وسيطاً في القوة الكهرومغنطيسية هو عديم الكتلة. إن ما يدعى بفعل بروكا، يصف نظرية عن فوتون كتلي. كلاسيكياً، من الممكن أن يكون هناك فوتون خفيف الوزن لأبعد الحدود ولكن بكتلة مع ذلك كما هو الحال مع النيوترينو. هذه الفوتونات يمكن أن تنتقل بسرعة أقل من سرعة الضوء المعرفة في النسبية الخاصة ولها ثلاثة إتجاهات من الاستقطاب. لكن في نظرية الحقل الكمومي، لاتتسق كتلة للفوتون مع لا تباين غيج أو إعادة التوحيد ولذلك فإنها تهمل عادة. ومع ذلك فإن النظرية الكمومية للفوتون الكتلي يمكن أن تؤخذ بعين الاعتبار في نظرية الحقل الفعالة الويلسونية والمقاربة لنظرية الحقل الكمومي، حيث أنه اعتماداً على ما إذا كانت كتلة الفوتون قد تولدت في آلية هيغز أم أُدرجت بطريقة ما لهذا الغرض، فإن القيم الحدية المقتضاة من ملاحظات وتجارب مختلفة قد تبدو مختلفة.

## تغيرcفي نظرية الحقل الكمي
في نظرية الحقل الكمي، يشير مبدأ الريبة لهيزنبيرغ إلى إمكانية انتقال الفوتونات عند أي سرعة للمسافات القصيرة. تعرف هذه في تفسير مخطط فينمان للنظرية، باسم "الفوتونات الافتراضية"، ويتم تمييزها من انتشارها بعيداً عن قشرة الكتلة. يمكن لهذه الفوتونات أن تمتلك أي سرعة، بما في ذلك سرعات أكبر من الضوء. في محاضرة لريتشارد فايمن، يقول فيها:
| سرعة ضوء متغيرة | ... هناك أيضاً مطال للضوء حيث يمكنه أن يكون أسرع (أو أبطأ) من السرعة التقليدية للضوء. لقد رأيتم في المحاضرة الأخيرة كيف أن الضوء لا يسري في خطوط مستقيمة فحسب، والآن يمكنكم استنتاج أنه لا ينتقل بسرعة الضوء فقط! قد يفاجئكم الأمر بأن هناك مطال للفوتون كي يذهب بسرعات أعلى أو أقل من سرعة الضوء التقليدية، c." | سرعة ضوء متغيرة |

بالرغم من ذلك فإن الفوتونات لا تتناقض مع مبدأ السببية أو النسبية الخاصة، بما أن ملاحظتها غير ممكنة بشكل مباشر ولا يمكن نقل المعلومات في النظرية على نحو سببي. مخططات فيمان والفوتونات الافتراضية لا تفسر على أنها تصور فيزيائي لما هي عليه حقيقة، ولكن كأداة حسابية مناسبة بدلاً من ذلك (وهذا يحدث أحياناً مع مسألة متجهات أسرع من الضوء).